# 2020年颶風薩莉
颶風薩莉(英語:Hurricane Sally)是一場具破壞性及移動緩慢的颶風。也是自2004年颶風伊凡以來首個登陸阿拉巴馬州的颶風，登陸地點和日期更是和颶風伊凡一致。薩莉為美國南部州分帶來颶風和暴雨，造成至少73億美元損失 。即便其造成嚴重損失，名稱薩莉並沒有遭到除名，使其成為造成損失最嚴重而沒有遭到除名的颶風。

## 氣象歷史
2020年9月4日，一個低壓槽生成在西大西洋上空，並在未來幾天緩慢向西南偏南移動。
9月10日，美國國家颶風中心開始監視該系統。
9月11日，該系統形成了一個低壓區並在晚間被美國國家颶風中心認定為熱帶低氣壓19號。
9月12日，其發展成熱帶風暴並由美國國家颶風中心命名為薩莉。
9月14日，薩莉增強成為一級颶風。
9月16日早上5時，薩莉增強成為二級颶風並於早上8時達到強度巔峰。下午1時，其被降格為一級颶風。下午6時，其被降格為熱帶風暴。
9月17日凌晨3時，其被降格為熱帶低氣壓並於正午12時減弱成溫帶低壓。
9月18日，其徹底轉化成冷鋒的一部分。

## 防災措施

### 路易斯安那州
由於預計將出現風暴潮  ，新奧爾良市長 下令對城市堤壩系統以外的地區進行疏散。路易斯安那州州長宣布全州進入緊急狀態。

### 密西西比州
2020年9月13日星期日晚間密西西比州宣布進入緊急狀態，一些避難所開放，一些地區被下達強制撤離令。

### 阿拉巴馬州
2020 年 9 月 14 日阿拉巴馬州進入緊急狀態，海灘被關閉，住在低窪和洪水易發地區的人也被要求撤離。